# NGC 2309
NGC 2309 је расејано звездано јато у сазвежђу Једнорог које се налази на NGC листи објеката дубоког неба.
Деклинација објекта је - 7° 10' 28" а ректасцензија 6h 56m 3,6s. Привидна величина (магнитуда) објекта NGC 2309 износи 10,5. NGC 2309 је још познат и под ознакама OCL 557.